# Lactarius subvelutinus
Lactarius subvelutinus é um fungo que pertence ao gênero de cogumelos Lactarius na ordem Russulales. Foi primeiramente descrito cientificamente pelo micologista norte-americano Charles Horton Peck em 1904.